# Leonardo Express
Il Leonardo Express è un servizio ferroviario gestito da Trenitalia che collega la stazione di Roma Termini e l'aeroporto di Roma-Fiumicino, senza fermate intermedie, coprendo un percorso lungo 31 chilometri in 32 minuti, ad una velocità media di 60 km/h.

## Storia

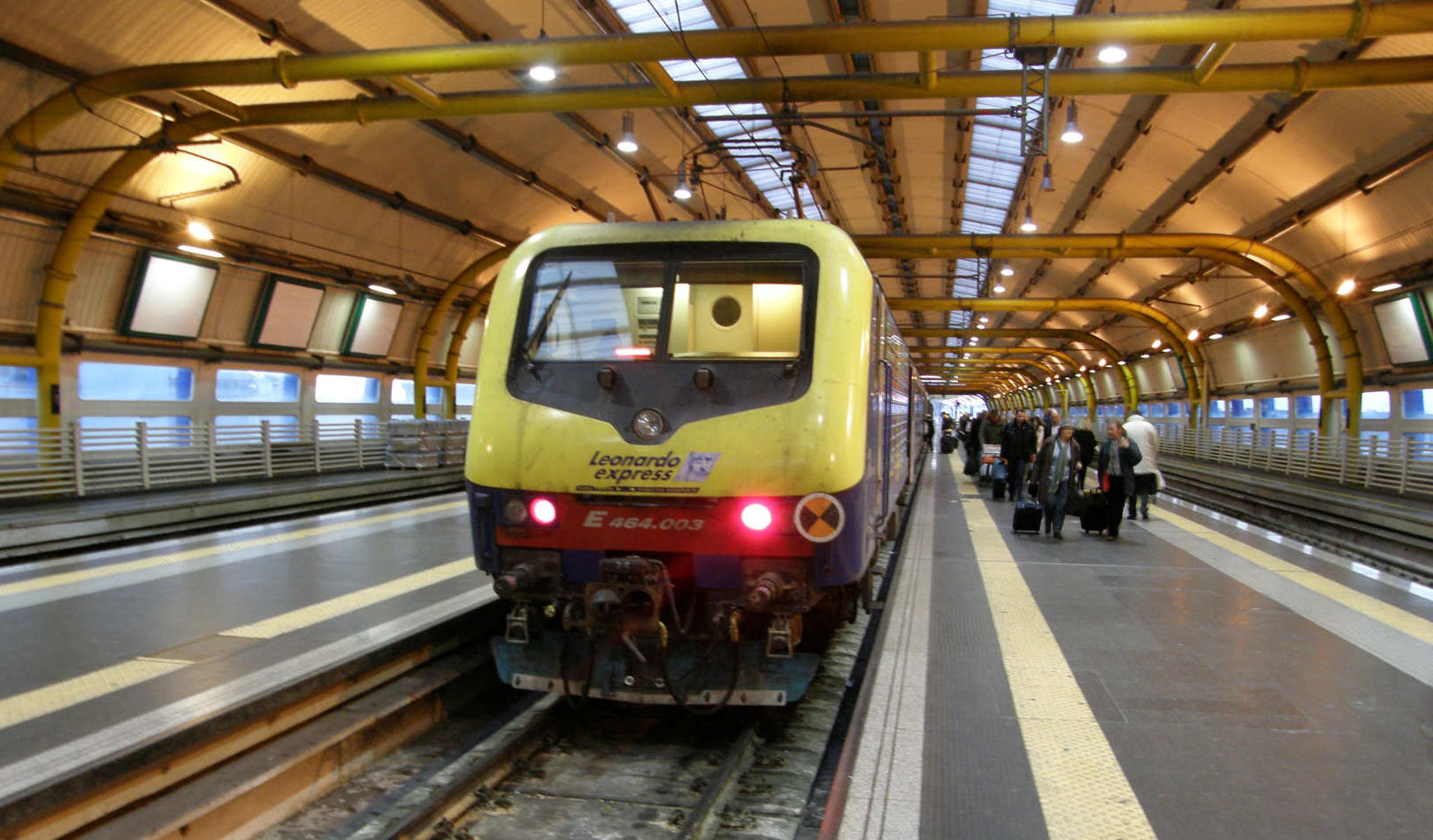
Una locomotiva E.464 nella vecchia livrea Leonardo Express.

Il collegamento ferroviario tra Roma e l'aeroporto di Fiumicino venne attivato il 27 maggio 1990, in previsione dei mondiali di calcio del 1990 in Italia.
Il capolinea romano fu posto alla stazione di Roma Ostiense, dove venne realizzato un fabbricato "Air Terminal" destinato all'accoglienza dei passeggeri in partenza e in arrivo. Il capolinea aeroportuale fu realizzato ex-novo, costruendo una breve diramazione dalla linea ferroviaria per Fiumicino. La diramazione fece perdere importanza all'ultimo tratto della ferrovia verso la città di Fiumicino, a causa dell'attestamento della maggior parte dei treni alla stazione di Fiumicino Aeroporto, fino alla sua dismissione e alla chiusura definitiva della stazione di Fiumicino città nel 2000.
I treni erano composti da quattro carrozze a piano ribassato ed una locomotiva E.424; essi percorrevano la tratta in poco più di 20 minuti, senza effettuare fermate intermedie. Il servizio aveva orario cadenzato con partenze ogni 20 minuti.
L'affluenza dei passeggeri fu alta fin dall'inizio, soprattutto dopo la soppressione dell'autolinea a servizio dell'aeroporto gestita dal COTRAL e l'istituzione della fermata intermedia a Roma Trastevere nel novembre 1990. L'utenza tuttavia lamentava la scomodità del fatto che il servizio facesse capolinea alla stazione Ostiense, distante dalla metropolitana e poco servita dagli autobus urbani.
Con il cambio d'orario del 26 settembre 1993 l'offerta fu quindi rivoluzionata: vennero istituiti dei treni metropolitani, ancora cadenzati ogni 20 minuti, con il capolinea romano non più a Ostiense ma alla stazione Tiburtina, ottenendo un importante interscambio con la linea B della metropolitana, e fermata in tutte le stazioni intermedie; venne quindi abbandonato l'"Air Terminal" alla stazione Ostiense. Anche il materiale rotabile fu modificato, introducendo le elettromotrici ALe 801/940, non più accessibili a raso. Dal successivo 27 novembre venne istituito anche il servizio non-stop, con capolinea romano alla stazione Termini, offrendo la possibilità di interscambio sia con la linea A che con la linea B della metropolitana,

## Il servizio
Le partenze (con le stesse modalità sia nei giorni lavorativi sia nei festivi), cadenzate ogni 30 minuti, avvenivano al debutto del servizio dal binario 24 della Stazione Termini. I convogli sono poi partiti per qualche tempo dai binari 27 e 28 (compresi nel fascio delle linee "laziali" posto alla fine del marciapiede del binario 24, e dunque lontano dall'ingresso della stazione), per poi essere riportati al binario 24.
Il servizio è accessibile solo a tariffa speciale (14 euro ad oggi). La categoria di servizio assegnata alle corse Leonardo Express è quella di treno regionale veloce (RV).
Dal dicembre del 2014, con l'entrata in vigore dell'orario invernale, sono state aggiunte 9 nuove corse, grazie alle quali la cadenza è stata portata in alcune fasce orarie a un treno ogni 15 minuti. I treni, oltre che dal binario 24, partono ora anche dal binario 23.

## Materiale rotabile

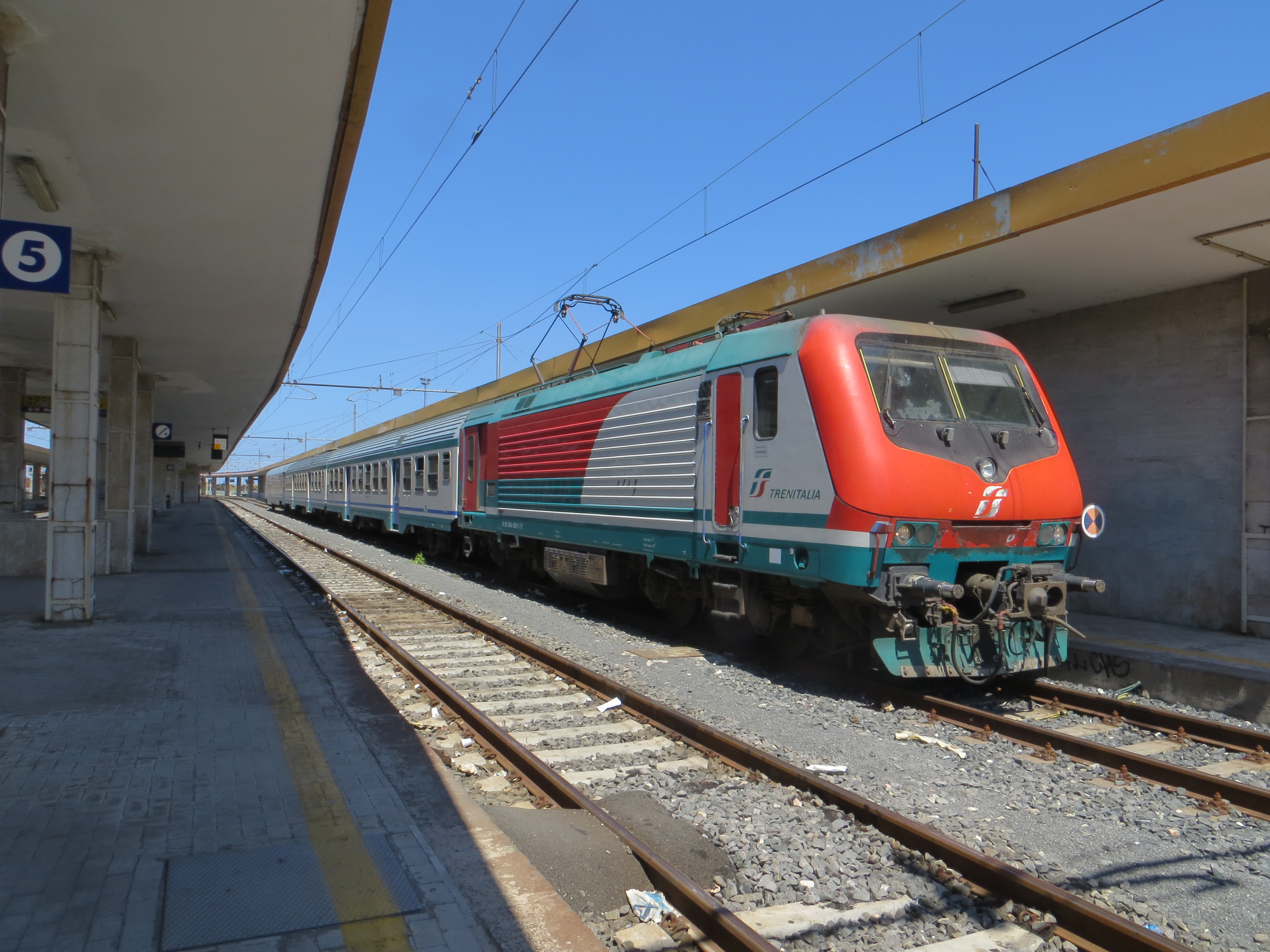
Una presenza eccezionale: la locomotiva E.464.003 in livrea Leonardo Express, in servizio in Sicilia, qui fotografata alla stazione di Catania Centrale, in testa ad un treno regionale.

Inizialmente il servizio era effettuato da cinque carrozze di sola prima classe tipo UIC-X, di cui una pilota, trainate da locomotori E.464.
A partire da dicembre 2005 il materiale fu dotato di una particolare livrea gialla e blu, per una migliore identificazione del servizio.
Successivamente questi rotabili ricevettero una nuova livrea dedicata, composta essenzialmente dal colore bianco, rosso e verde, i quali ricordano il tricolore italiano.
Dal dicembre 2011 il servizio è stato effettuato da composizioni doppie di elettrotreni "Minuetto", sempre in livrea bianca, rossa e verde.
Dal luglio 2015 i Minuetto sono stati sostituiti dai nuovi convogli ETR 425 "Jazz", anch'essi in livrea aeroportuale.

## Servizio regionale
Accanto al servizio Leonardo Express, tra l'aeroporto di Fiumicino e l'area urbana di Roma è attivo il collegamento ferroviario regionale FL1, che non serve la stazione Termini ma le stazioni di Roma Nomentana, Roma Tiburtina, Roma Tuscolana, Roma Ostiense e Roma Trastevere, fermando in tutte le stazioni intermedie. Il collegamento è accessibile a tariffa speciale ma inferiore (8 euro) per la sola destinazione dell'aeroporto, mentre è a tariffa ordinaria con biglietti regionali Trenitalia o con biglietti e abbonamenti Metrebus di zona A e B per le restanti destinazioni.